# Nunatak Cabre
Nunatak Cabre är en nunatak i Antarktis. Den ligger i Västantarktis. Argentina, Chile och Storbritannien gör anspråk på området. Toppen på Nunatak Cabre är 138 meter över havet.
Terrängen runt Nunatak Cabre är platt åt sydost, men åt nordväst är den kuperad. Trakten är obefolkad. Det finns inga samhällen i närheten. 